# Carla Berrocal
Carla Berrocal (Madrid, 1983) es una ilustradora de cómic española. 

## Trayectoria
Berrocal se graduó en la Escuela de Artes y Oficios de Madrid y comenzó desde muy joven en el mundo de la ilustración y el cómic. En 2011, publicó su primera novela gráfica El brujo en la que mostraba el folclore mágico de Chile. Tres años después, en 2014, coordinó la adaptación gráfica del libro de Hernán Migoya Todas putas que, en 2003, había generado gran polémica al ser tildado de misógino y de hacer apología de la violación. En este libro, Berrocal ilustró El violador, una de las historias más controvertidas de la obra.
En 2016 publicó Epigrafías, un cómic sobre la poeta estadounidense Natalie Clifford Barney. Ese mismo año fue comisaria, junto con Elisa McCausland, de la exposición Presentes: Autoras de tebeo de ayer y hoy. La muestra, organizada por el Colectivo de Autoras de Cómic del que Berrocal es promotora, recorrió sedes de la Agencia Española de Cooperación Internacional para el Desarrollo (AECID) en todo el mundo.
Al año siguiente, en 2017, expuso una historieta mural sobre 4 leyendas negras de la historia de Madrid dentro del programa La ciudad en viñetas del centro cultural municipal CentroCentro en el Palacio de Cibeles. En junio de ese mismo año, el Ayuntamiento de Sevilla eligió a Berrocal para la creación del cartel del Mes de la Diversidad Sexual de la ciudad. La ilustración formó también parte de la exposición De mil amores en Sevilla, junto con las obras de otros 19 artistas, para mostrar la visibilidad LGBT acompañando con ilustraciones los fragmentos de poemas de los poetas españoles Federico García Lorca, Gloria Fuertes, Luis Cernuda o Rafael de León, entre otros. En 2017 también comenzó a colaborar en la revista M21 Magazine del Ayuntamiento de Madrid.
En abril de 2018, participó en la tercera edición del Festival de cine LGBTIQ del Centro Cultural Internacional Oscar Niemeyer en Avilés, donde expuso su identidad lesbiana y feminista. En 2019, publicó La geometría de los silencios, un cómic con texto de Marc Buleón que narra una historia de amor entre dos personas autistas. Ese mismo año, obtuvo la Beca de Cómic MAEC-AECID en la Academia de España en Roma con el proyecto Doña Concha, un cómic inspirado en la vida y obra de la cantante y actriz española Concha Piquer. El cómic fue publicado en 2021 por la editorial Reservoir Books y como retrato y homenaje a una mujer fuerte e independiente en una época en la que las mujeres no podían serlo, y para reivindicar un género como la copla.
En 2022, fue elegida para crear el cartel de la nueva edición de Còmic Barcelona (antiguo Saló Internacional del Cómic de Barcelona) que ese año cumplía 40 ediciones. Dos años después, publicó el cómic Tierra  Yerma, un western con mirada feminista, trama lésbica y un tono deliveradamente poético. 
Presidenta de la Asociación Profesional de Ilustradores de Madrid (APIM) hasta 2020,Berrocal compagina su trabajo como ilustradora con la docencia: es profesora de narrativa e imparte talleres sobre cómic y novela gráfica en diversas instituciones. Además, tiene un blog donde expresa su punto de vista sobre diversos temas del sector del diseño con el objetivo de transmitir a nuevas generaciones de artistas todo aprendido durante su trayectoria profesional. Participa en la tertulia de humoristas gráficos del programa A vivir que son dos días de la Cadena SER, dirigido por Javier del Pino.

## Obra
- 2011 – El brujo.
- 2014 – El violador, incluido en Todas Putas.
- 2016 – Qu4ttrocento. Dolmen Editorial. ISBN 9788496121980.
- 2016 – Biografía canalla de Emilia Pardo Bazán. Escrita por Ana Martos Rubio.
- 2016 – Epigrafías. Sobre la poeta estadounidense Natalie Clifford Barney. ISBN 9788460860013.
- 2019 – La geometría de los silencios. Relatos reales de vidas imaginarias. Escrita por Marc Buleon. Autismo Ávila. ISBN 9788494032288.
- 2020 – Mujer al borde del tiempo. Escrita por Marge Piercy.
- 2021 – Doña Concha: La rosa y la espina. Reservoir Books. ISBN 9788417910952.
- 2024 – La tierra yerma. Reservoir Books. ISBN 9788419437860.